# Amphelictus aibussu
Amphelictus aibussu là một loài bọ cánh cứng trong họ Cerambycidae.